# 不列顛尼亞 (羅馬行省)
不列颠尼亞行省（拉丁語：Provincia Britannia），也称不列颠行省或罗马不列颠（英語：Roman Britain），是指從西元43年至410年羅馬帝國佔領并统治大不列顛島南部地区的时期，包括哈德良长城以南的英格蘭大部分地区與部分威爾士，以及安敦宁长城以南的蘇格蘭中部地帶南部小部分地區。
在羅馬征服不列顛前，已处于鐵器時代的凯尔特不列颠人就已經與歐洲本土有着經濟和文化聯繫。羅馬人從歐洲引進的農業、都市化、工業和建築新發展今天仍然有跡可尋。罗马入侵前的歷史記載很少，不過有不少羅馬歷史學家都略略提及不列顛尼亞行省。現代學術界對羅馬時期不列顛大部分的認識都是從考古學，特別是對碑銘研究後所得的。

## 歷史

### 早期接觸

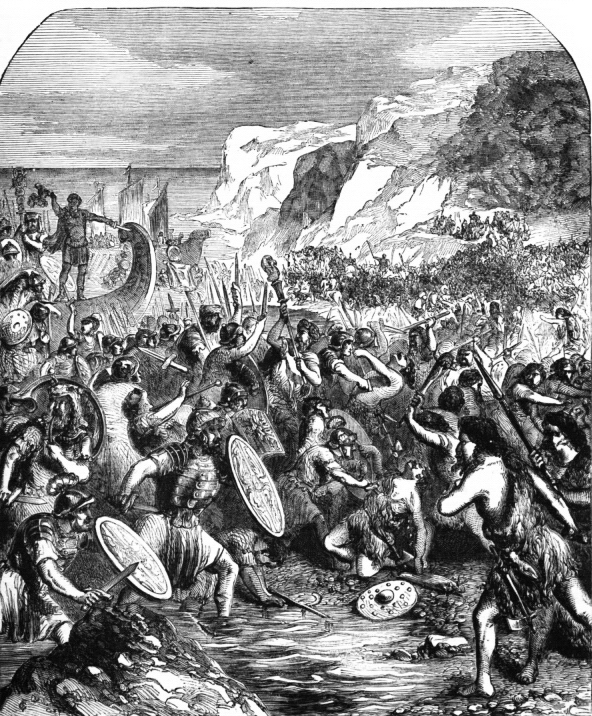
凱撒登陸不列顛島

在古典時代歐洲大陸人已經知道不列顛島的存在。西元前4世紀古希臘人、腓尼基人與迦太基人已經和康沃爾人在不列顛所開採的錫器進行貿易。 希臘人把該島叫做卡西特里德島或錫島, 並把該島位置放在當時歐洲地圖的西海岸附近。迦太基航海家希米爾科據說在西元前6或5世紀曾遊覽過該島，希臘探險家皮西亞斯在西元前4世紀亦曾在該島探索過。不列顛島被認為是一個神秘的地方，然而當時的一些作者拒絕相信該島的存在。
羅馬與不列顛的第一次直接接觸是在西元前55年和54年尤利烏斯·凱撒進行的兩次遠征時發生，作為征服高盧的一部分，凱撒入侵不列顛的原因是相信凱爾特布立吞人幫助高盧人進行抵抗。第一次遠征更多的是在進行偵察而不是全面入侵，凱撒的羅馬軍團在肯特海岸建立了一個軍事據點，但由於風暴對船隻做成了破壞和缺乏騎兵的支援，凱撒無法進一步前進勘察。儘管軍事上作為入侵行動是失敗的，但政治上是一次成功的操作，羅馬元老院宣佈在羅馬舉行為期20天的公眾假期，以紀念從不列顛獲得人質和擊敗並驅逐貝爾蓋人部落回歐洲大陸這一前所未有的功績。
第二次入侵涉及一支規模大得多的羅馬軍隊，凱撒強迫或邀請許多本土的凱爾特部落獻上貢品和人質以換取和平。曼杜布拉庫斯一個投靠了凱撒的本土部落國王被羅馬擁護，他的競爭對手卡西維拉努斯被迫使接受羅馬人的條款，並且被迫交出人質。但歷史學家並不同意當凱撒返回高盧後，卡西維拉努斯是否有繼續支付任何貢品。
凱撒沒有征服任何領土，也沒有留下任何軍隊，但他在不列顛建立了庇護制度 (古羅馬社會中保護者與其被保護者之間的獨特關係)並把不列顛納入了羅馬的勢力範圍。凱撒的繼承人，第一位羅馬皇帝奧古斯都在公元前34年、27年和25年都曾計劃入侵，但計劃情況從來就不順利， 不列顛和羅馬進入了一個外交和貿易的新關係。史特拉波在奧古斯都統治後期的著作聲稱貿易稅帶來的年收入比任何征服所得到的回報都要多。考古文物亦顯示出在不列顛東南部進口的奢侈品在當代有所增加。 史特拉波還提到不列顛國王向奧古斯都派遣了使節，奧古斯都自己的陵墓內的一篇銘文奧古斯都神的功業亦曾提到他接待兩位如同難民一樣的不列顛國王。當第二任皇帝提比留的一些船隻在公元16年出征前往日耳曼尼亞中被風暴吹到不列顛時，他們帶著在島上遇見怪物的故事返回羅馬。
羅馬似乎促進了不列顛南部的勢力平衡，支援了兩個強大的王國：由塔西奧瓦努斯的後裔統治的卡圖維勞尼人與及由科密烏斯的後裔統治的阿特雷巴特人。
這一平衡勢力的政策一直奉行到39或40年，當時的羅馬皇帝卡利古拉接見了一名流亡的卡圖維勞尼王朝的成員並計劃入侵不列顛，在羅馬軍團離開高盧出征之前，在精神失常的卡利古拉所做成的一片鬧劇下，入侵計劃最終失敗告吹。 在43年羅馬皇帝克勞狄斯得到另一個流亡的不列顛統治者阿特雷巴特人的維里卡的幫助下成功征服不列顛，並建立行省統治。

### 羅馬入侵不列顛

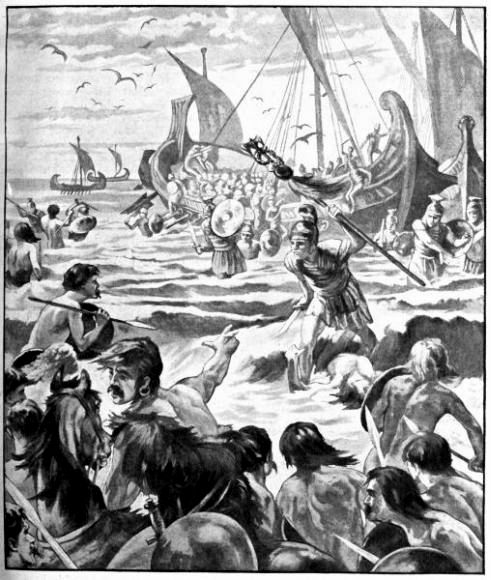
羅馬人在肯特海岸登陸(卡塞爾的《英格蘭歷史》, Vol. I –匿名作家和藝術家，1909年).

公元43年的入侵部隊由奧魯斯·普勞提烏斯領導， 但目前還不清楚有多少羅馬軍團被派去不列顛。其中第二奧古斯塔軍團是由後來的羅馬皇帝維斯帕先率領，是唯一一個已經有直接證據參與了入侵的羅馬軍團。第九「西班牙」軍團，  第十四合組軍團(後獲得戰神勝利者的封號)和第二十英勇凱旋軍團(後獲得瓦萊里婭勝利者的封號) 已知在60或61年的布迪卡起義期間早已經在不列顛服役，而且這三個軍團可能從最初的入侵就已經開始部署在那裡。但這個還不確定，因為羅馬陸軍的調度是非常靈活的，必要時會將軍團從帝國的四處移防。依據公元71年在埃伯拉肯(現今的約克)的記錄和108年的一座建築物的碑文上顯示，第九軍團可能已被安排永久駐紮在不列顛。
入侵行動因為軍團發生兵變而被推遲，直到一個帝國自由民說服軍團兵克服對海洋的恐懼，勸服他們跨越已知世界的界限並踏上征途。不列顛軍團分三部分揚帆行駛，可能在肯特的里奇伯勒登陸; 至少有部分兵力可能登陸在現今西薩塞克斯郡的菲什伯恩附近。

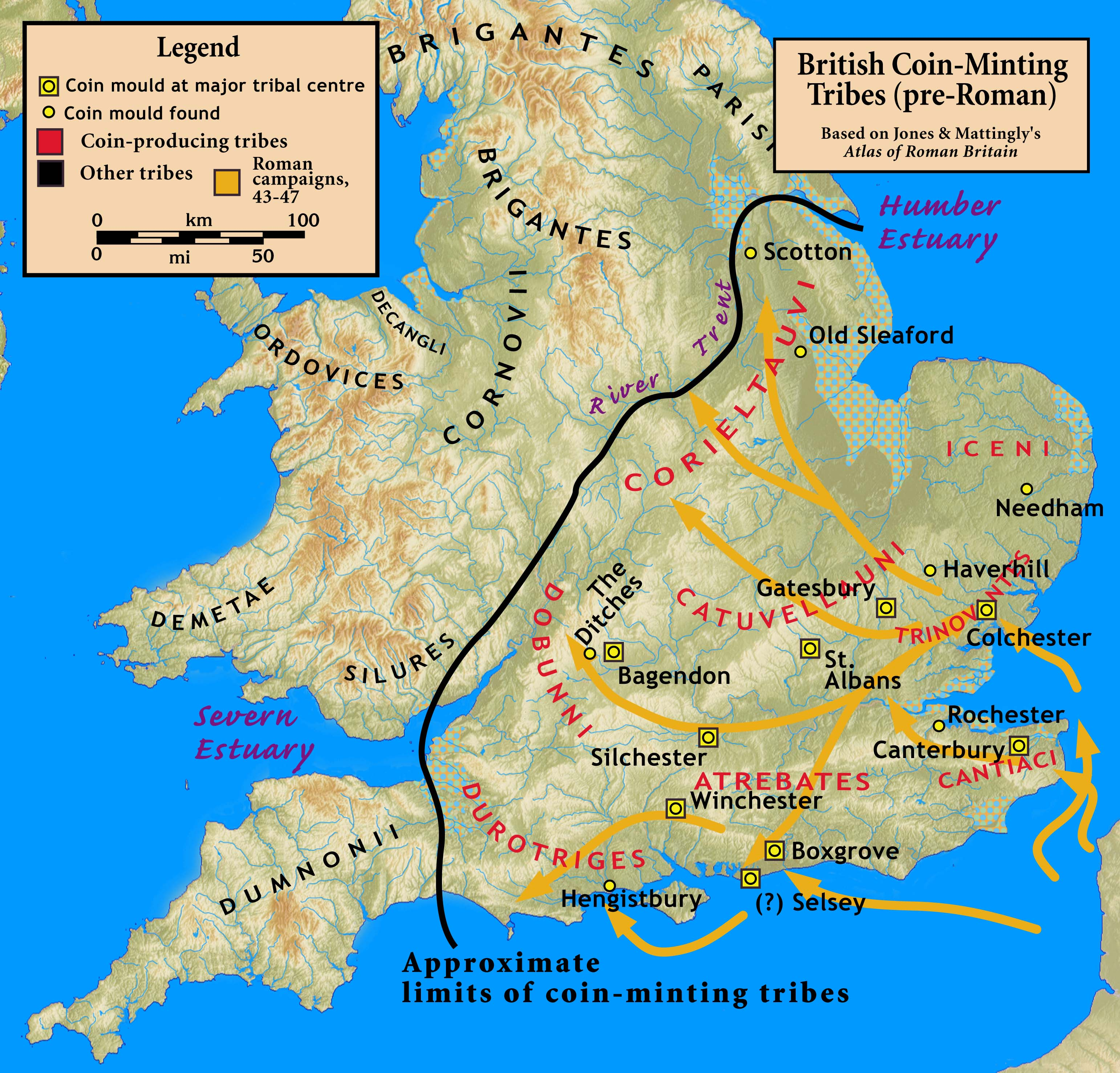
奧魯斯·普勞提烏斯的征服，聚焦於不列顛東南部商業上有價值的地方。

卡圖維勞尼人及其盟友在兩場戰役中被打敗：第一場麥德威戰役，他們僭越羅馬軍團在里奇伯勒登陸的部隊在麥德威河與同屬凱爾特布立吞人率先交戰，第二場戰役在泰晤士河，布立吞人領袖多哥杜姆努斯被殺，但他的兄弟卡拉塔庫斯殘存並繼續在其他地方抵抗。統帥普勞提烏斯在泰晤士河停了下來，並派人向羅馬皇帝克勞狄斯彙報戰況，克勞狄斯帶著攻城武器和大象等增援部隊抵達不列顛，前往卡圖維勞尼人首都卡姆洛多努(現今的高車士打)準備參與最後的軍事行動。副將維斯帕先率軍征服了西南部，羅馬的凱爾特布立吞人盟友科吉杜布努斯在數個征服了的領土上被羅馬擁護成為國王，而接受羅馬人條約以外的部落領土全部由羅馬直接統治。

### 羅馬統治建立
佔領不列顛島南部後，羅馬人把注意力轉向了現今的威爾斯。西留爾人，奧陶維斯人和狄克安格里人仍然堅決對抗侵略者，在最初的數十年裡這三個威爾斯地區部落一直是羅馬軍事上關注的焦點，儘管羅馬的凱爾特部落盟友如布里甘特人，愛西尼等偶爾會有所反抗。
西留爾人由殘存的卡圖維勞尼人酋長卡拉塔庫斯領導，他對不列顛尼亞行省總督普布利烏斯·奧斯托留斯·斯卡普拉發動了有效的游擊戰。最後在51年，總督斯卡普拉引誘卡拉塔庫斯進入固定的地點展開一場會戰並擊敗他(卡拉塔庫斯的最後一役)。這位不列顛人領袖尋求布里甘特人庇護，但他們的女王卡蒂曼杜瓦為表忠誠把他交給羅馬人。他被押送到羅馬囚禁，在皇帝克勞狄斯舉行凱旋式慶典的時候發表了一篇有尊嚴的演說，說服了皇帝饒了他一命。西留爾人仍然沒有平定下來，布里甘特人女王卡蒂曼杜瓦的前夫維魯提烏斯取代卡拉塔庫斯成為反抗勢力中最傑出的不列顛人領袖。
尼祿繼位後，不列顛尼亞行省向北延伸至林杜姆(現今的林肯市)。茅利塔尼亞王國的征服者(現今的阿爾及利亞和摩洛哥) ；蓋烏斯·蘇埃托尼烏斯·保利努斯，爾後，成為不列顛尼亞總督，在60和61年行軍住莫納島(現今的安格爾西島)打算徹底地與德魯伊清算舊帳。總督保利努斯率領他的羅馬軍團越過梅奈海峽屠殺德魯伊人，燒毀他們神聖的園林。當保利努斯出征莫納島的時候(羅馬征服安格爾西)，在布迪卡的領導下不列顛東南部爆發了叛亂。布迪卡是最近剛去世的愛西尼國王普拉蘇塔古斯的遺孀。羅馬歷史學家塔西圖斯轉述說，普拉蘇塔古斯已經留下遺願將一半的王國留給尼祿，剩下的希望保持不變。但他死後，羅馬掠奪愛西尼部落的全部領土。布迪卡提出抗議。 結果羅馬人以鞭刑和強姦去懲罰她和她的女兒。作為回應，愛西尼人加入特里諾文特人的叛亂，摧毀了羅馬殖民地科爾切斯特，第九軍團的一部分兵力被派去解救(卡姆洛多努戰役)，結果2000名羅馬士兵被殲滅，卡姆洛多努戰役是愛西尼人和他們的盟友的一次重大軍事勝利。總督保利努斯騎馬前去叛軍的下一個目標倫蒂尼恩(現今的倫敦)，但結論是放棄倫蒂尼恩，因為該市是守不了。命運會如同維魯拉米恩(現今的聖奧爾本斯)一樣被摧毀。據說這三個城市有七萬到八萬人喪生。但保利努斯重組了仍然可用的兩個至三個軍團，挑選了一塊戰場，儘管兵力人數超過二十比一的劣勢，但戰術與士兵質素優秀的羅馬軍團仍在惠特靈大道戰役中擊敗了叛軍。其後不久布迪卡可能服毒自盡或病重去世。 在此時期，皇帝尼祿曾經考慮將羅馬軍隊完全從不列顛撤出。

公元69年即四帝之年 ，羅馬局勢自尼祿死後進一步動蕩。隨著羅馬內戰的爆發，軟弱的總督無力管理不列顛的軍團，布里甘特人的維魯提烏斯抓住了機會。羅馬人以前曾保護布里甘特人女王卡蒂曼杜瓦，使她的王位免於被挑戰，但這次卻無法做到。卡蒂曼杜瓦被撤走，維魯提烏斯控制了該國北部。維斯帕先在內戰中勝出把帝國拿到手後，他首先頒佈兩個總督的任命，昆圖斯·佩蒂努斯·塞里亞努斯和弗朗提努斯分別承擔了打敗布里甘特人和西留爾人的任務。 弗朗提努斯將羅馬的統治地域擴張到整個的南威爾斯並著手開發礦產資源，比如位置在多勞卡蒂金礦的開採。在接下來的數年裡，羅馬人征服了該島更多的地方，擴大了不列顛尼亞行省的疆域。總督阿古利可拉，歷史學家塔西圖斯的岳父，率領第二十英勇凱旋軍團在78年征服了威爾斯的奧陶維斯人。84年在格勞庇烏山戰役擊敗了加勒多尼亞人(現今的蘇格蘭東北部)。 阿古利可拉的征服是羅馬在不列顛尼亞行省版圖的巔峰：他在獲得勝利後不久被召回羅馬，接著羅馬人讓更多沿著福斯灣–克萊德灣地峽部署，能防禦邊界的前線部隊除役，以釋出更多的士兵調到其他急需的羅馬行省邊界。
在羅馬不列顛歷史上的大部分時間，島上都駐有數量龐大的士兵。這就需要羅馬皇帝派駐一位值得信賴的資深家臣擔任總督。結果導致許多未來的羅馬皇帝在這個行省都曾擔任總督或副將/司令官，包括；維斯帕先，佩蒂奈克斯和戈爾迪安一世。

### 從蘇格蘭南部的佔領及撤退
沒有原始的歷史資料記述到阿古利可拉被召回羅馬後數十年的情況 。甚至繼任的總督名字也不得而知。考古遺迹顯示沿著福斯灣–克萊德灣地峽的一些古羅馬兵營被修築重建和擴充；其他的似乎都被放棄了。羅馬硬幣和陶器被發現在公元100年前已在蘇格蘭低地的原住民地點之間流通，這表明羅馬化 (文化)正在當地形成。這個時代一些最重要的原始資料是在諾森伯蘭郡文德蘭達要塞的書板，書板的歷史基本上可以追溯到90-110年。這些書板為羅馬帝國邊界的堡壘運作提供了生動的證據，羅馬官員的妻子們在那裡維持一個文明的社會，而商人，運輸工人和軍事人員保持堡壘的運作和供應。
大約在105年羅馬人在蘇格蘭南部的領土似乎在阿爾巴的皮克特人部落手中遭受了嚴重挫折：羅馬堡壘被大火燒毀，在特里蒙特姆堡壘(位於現今蘇格蘭東南部的紐斯特德)發現的人類遺骸和損毀盔甲指出，至少在該地點有出現過敵對行為。還有證據是從日耳曼尼亞派出增援的輔助部隊，和昔蘭尼的一位護民官墓碑上提到了那個時期的一場沒有名稱的不列顛戰爭所推測出羅馬堡壘被大火燒毀的原因。同樣在105年的達契亞戰爭亦可能導致部署在該地區的部隊數量減少，甚至全軍撤出以支援達契亞的戰事，使到堡壘的防衛力量被皮克特人所輕視而被攻擊，相反堡壘被燒毀並不是一次軍事上的失敗結果。此外，羅馬人還習慣於有組織的撤退期間摧毀自己的堡壘，以免向敵人提供資源。在這兩種可能情況下，邊界很可能在這個時候向南移動到索爾韋灣–泰恩河地峽的羅馬道路 - 石路界線。

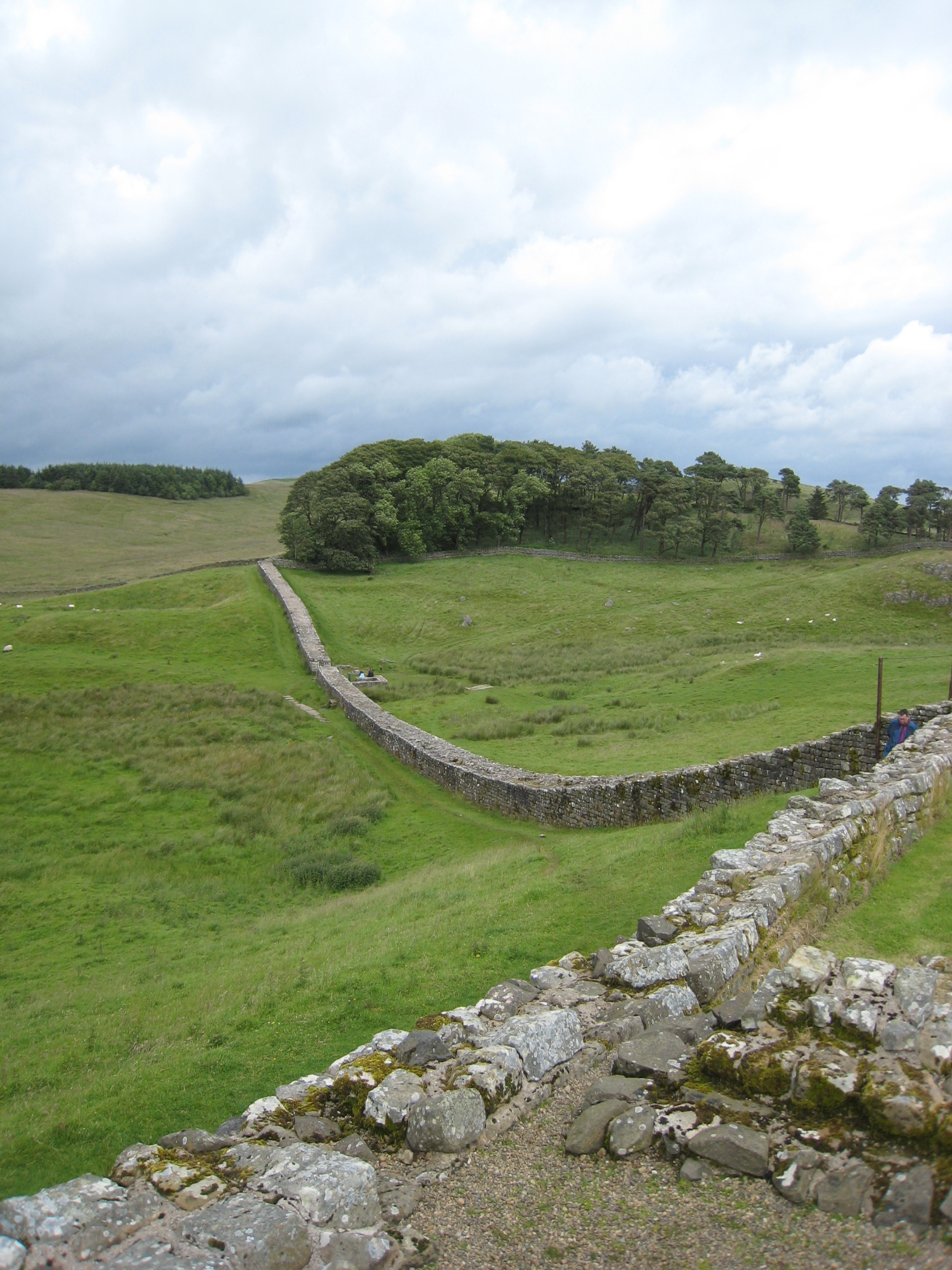
哈德良長城從豪塞斯特茲 羅馬堡壘向東望

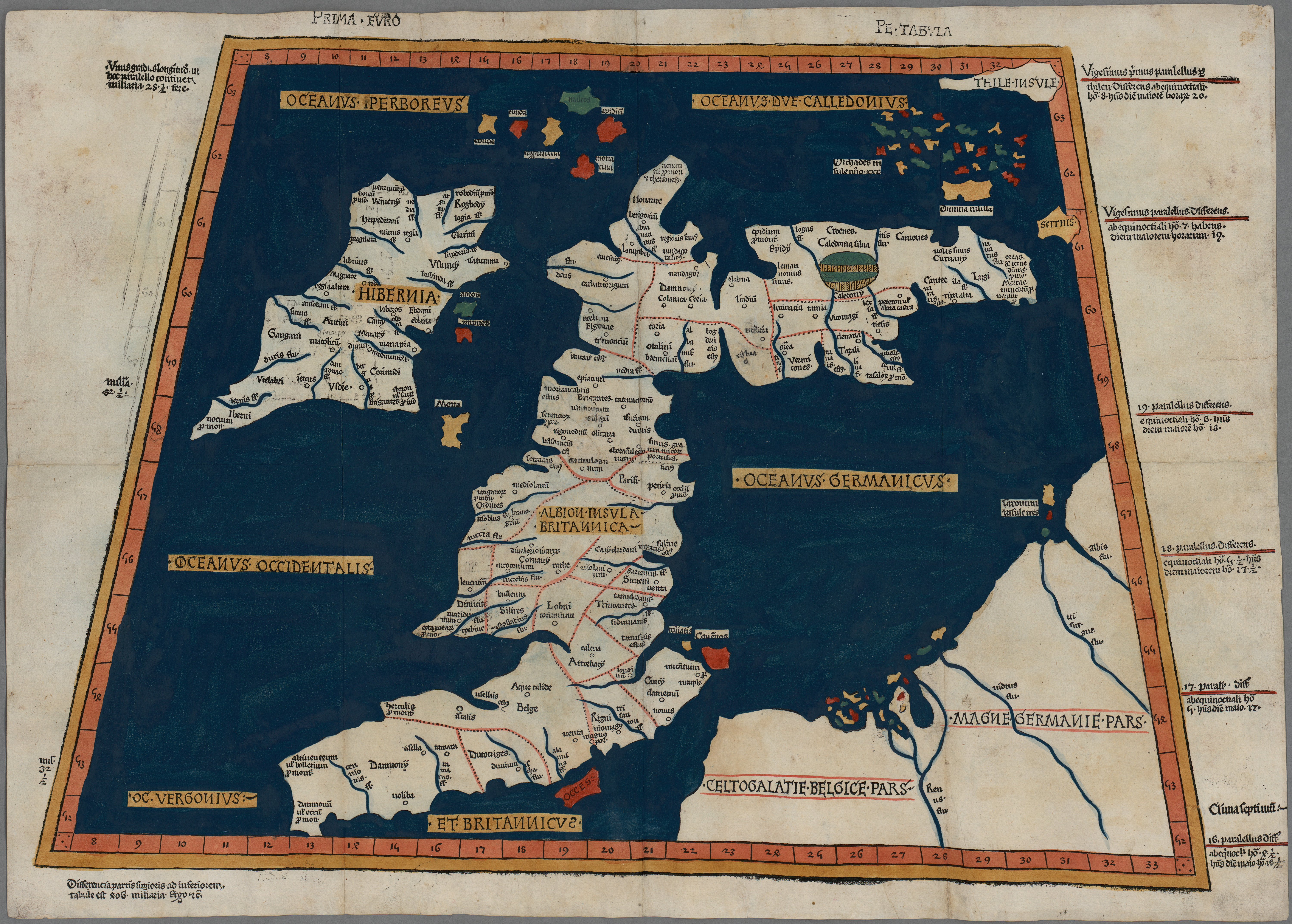
主要的歐羅巴地圖。托勒密的公元2世紀不列顛尼亞地圖A 1486副本

新的危機發生在哈德良統治初期 (公元117年)：北部崛起的勢力被總督昆圖斯·龐培·法爾科所壓制。當哈德良在120年在他著名的羅馬行省之旅中抵達不列顛尼亞時，他直接下令廣闊了邊界一道防禦牆，被後世稱為哈德良長城，該城牆建在羅馬道路 - 石路邊境附近。哈德良任命奧魯斯·普拉托烏斯·尼波斯為總督負責這項工作，他從下日耳曼尼亞中帶來了第六凱旋軍團。接替失蹤已久著名的第九「西班牙」軍團，其失蹤原因已經被多次討論。依據考古學資料顯示2世紀上半葉蘇格蘭的局勢相當不穩定，此時哈德良對邊界的變動應該從這一角度下看待。
在安東尼·庇護的統治時期(公元138-161年)，哈德良長城的邊界被短暫向北延伸至福斯灣–克萊德灣地峽，當新任總督昆圖斯·羅利烏斯·烏爾比庫斯率軍重新佔領了蘇格蘭低地後，皇帝安東尼·庇護於142年下令興建安東尼長城。
公元155-157年因另一場危機而令到安東尼·庇護第一次佔領蘇格蘭的行動結束，當時布里甘特人爆發了叛亂。由於派遣增援部隊的選擇有限，羅馬人把他們的邊防軍隊調往南方以鎮壓叛亂，這次危機被總督格納斯·尤利烏斯·維魯斯壓制下來。不到一年內羅馬人重新恢復了安東尼長城為邊界。第二次佔領行動可能與安東尼承諾保護布立吞人高多汀部落的約定或擴展帝國版圖帶來的自豪感有關，163或164年自安東尼·庇護去世後不久羅馬人作出一個對安東尼長城更客觀的戰略評估後，決定向南撤退到哈德良長城為邊界。但羅馬人當時並沒有完全撤出蘇格蘭：在紐斯特德的一個大型堡壘和七個較小的前哨基地至少一直維持到180年為止。
在163或164年行省邊界復歸哈德良長城之後的20年期間，羅馬較為憂慮歐洲大陸的問題，主要是多瑙河附近行省的問題。考古學家發掘到不列顛埋藏硬幣的窖藏的數量不斷增加的線索可以指出當其時和平尚未完全實現。對比在蘇格蘭亦發現足夠的羅馬銀幣數量，兩點都暗示比起正常的貿易往來，羅馬人更可能通過向皮克特人進貢銀幣來加強條約的協定以換取邊界的和平。
公元175年，一支由5500人組成的薩爾馬提亞人的騎兵大軍抵達不列顛尼亞，騎兵大軍可能是為了增援一場未有記錄的起義活動。哈德良長城在180年被皮克特人攻破，軍團長或總督被殺，歷史學家卡西烏斯·狄奧描述這是康茂德統治時期最嚴重的戰爭。烏爾皮烏斯·馬塞勒斯被任命接替為不列顛尼亞總督，到184年他為行省贏得了新的和平，他僅僅需要面對來自自己軍隊的兵變問題。軍團士兵對馬塞勒斯的嚴厲性格感到不滿，試圖推舉一位副將名叫凱雷利烏斯·普利斯庫斯去篡奪總督一職：儘管馬塞勒斯拒絕辭職，但他幸運地能避過兵變活著離開了行省。不列顛尼亞的羅馬軍團繼續其抗命行為：他們派遣了1500人的代表團前往羅馬，要求處決羅馬禁衛軍禁卫军長官;蒂吉迪烏斯·佩倫尼斯，他們覺得佩倫尼斯早些時候指派一位低級的騎士為不列顛尼亞的副將/司令官是羞辱他們。皇帝康茂德在羅馬郊外會見了他們，並同意處決佩倫尼斯，但皇帝的決定只會讓士兵覺得兵變是一個更可靠的談判工具。
日後成為皇帝的佩蒂奈克斯被派往不列顛尼亞平息兵變並取得初步成功，不列顛尼亞的羅馬軍團重新恢復控制，但軍團之間爆發了騷亂。佩蒂奈克斯遭到襲擊差點喪命，並接著要求自己被召回羅馬，在那裡他短暫地繼承康茂德留下的帝位，在192年成為羅馬皇帝。

### 三世紀
羅馬皇帝康茂德的死引發了一系列事變，最終導致內戰。在佩蒂奈克斯短暫的統治後，數個帝位的競爭者出現了，包括塞提米烏斯·塞維魯斯與克洛狄烏斯·阿爾比努斯。後者是不列顛尼亞新總督，他似乎贏得當地部落的擁戴; 他同時還控制著三個羅馬軍團，使他成為潛在的有力競爭者。他以前的競爭對手塞維魯斯答應給他"凱撒"的頭銜，以換取阿爾比努斯支援進攻東部的佩斯切尼烏斯·奈哲爾。但奈哲爾一被消滅，塞維魯斯就轉向了他的不列顛尼亞盟友—阿爾比努斯很可能看到他將成為下一個目標，並且早已經在為戰爭做準備。
阿爾比努斯在195年渡海越過高盧，高盧各行省對他也表示支持，並在盧格杜努姆作為總部。塞維魯斯於196年2月抵達，隨後雙方在此發生決定性的會戰。阿爾比努斯險些獲勝，但塞維魯斯的援軍抵達後在當日取得勝利，不列顛尼亞總督自殺身亡。塞維魯斯很快清除了阿爾比努斯的支持者，並可能沒收了不列顛大片土地作為懲罰。
阿爾比努斯的實例證明了不列顛尼亞帶出的主要問題。為了維持行省的安穩，該省需要部署三個羅馬軍團的兵力：但同時這些軍團的指揮權為野心勃勃的競爭者提供了理想的權力基礎。倘若將這些軍團部署到別的地方會剝奪該島的駐軍力量，使行省無力鎮壓對本土凱爾特部落的起義和防禦對抗北方皮克特人與蓋爾人的侵擾。這些都是其他同樣駐有重兵和外族接壤的帝國邊境行省所必須面對的問題。
傳統觀點認為總督阿爾比努斯不在期間不列顛北部陷入無政府狀態。卡西烏斯·狄奧記述說: 新總督維魯斯·魯普斯不得不從乖戾狂暴的北方部落米阿塔人那裡花上金錢以換取和平。後來任命的一眾傑出的軍人總督，他們接著都提醒指出; 羅馬的敵人正在構成一個艱難的挑戰，不列顛尼亞分裂成多個省份前的最後一任總督魯修斯·阿爾芬努斯·塞內西奧在207年給羅馬的報告中對野蠻人的敘述: "叛亂者、掠奪了土地、戰利品和製造了破壞"。作為叛亂的一方，當然必須是一個臣民—但米阿塔人顯然並不認為自己是羅馬帝國的臣民。總督塞內西奧要求增援或希望皇帝御駕親征，儘管已經62歲了， 皇帝塞維魯斯選擇了後者。
考古學上的證據顯示出塞內西奧任內一直在重建哈德良長城及其外的各個堡壘，塞維魯斯與他的大軍一抵達不列顛後，敵對部落立即求和。遠道而來的皇帝沒有取得一場勝利就離開，他很可能希望給他年青的兒子卡拉卡拉和蓋塔提供管理敵對野蠻人領土的第一手經驗。

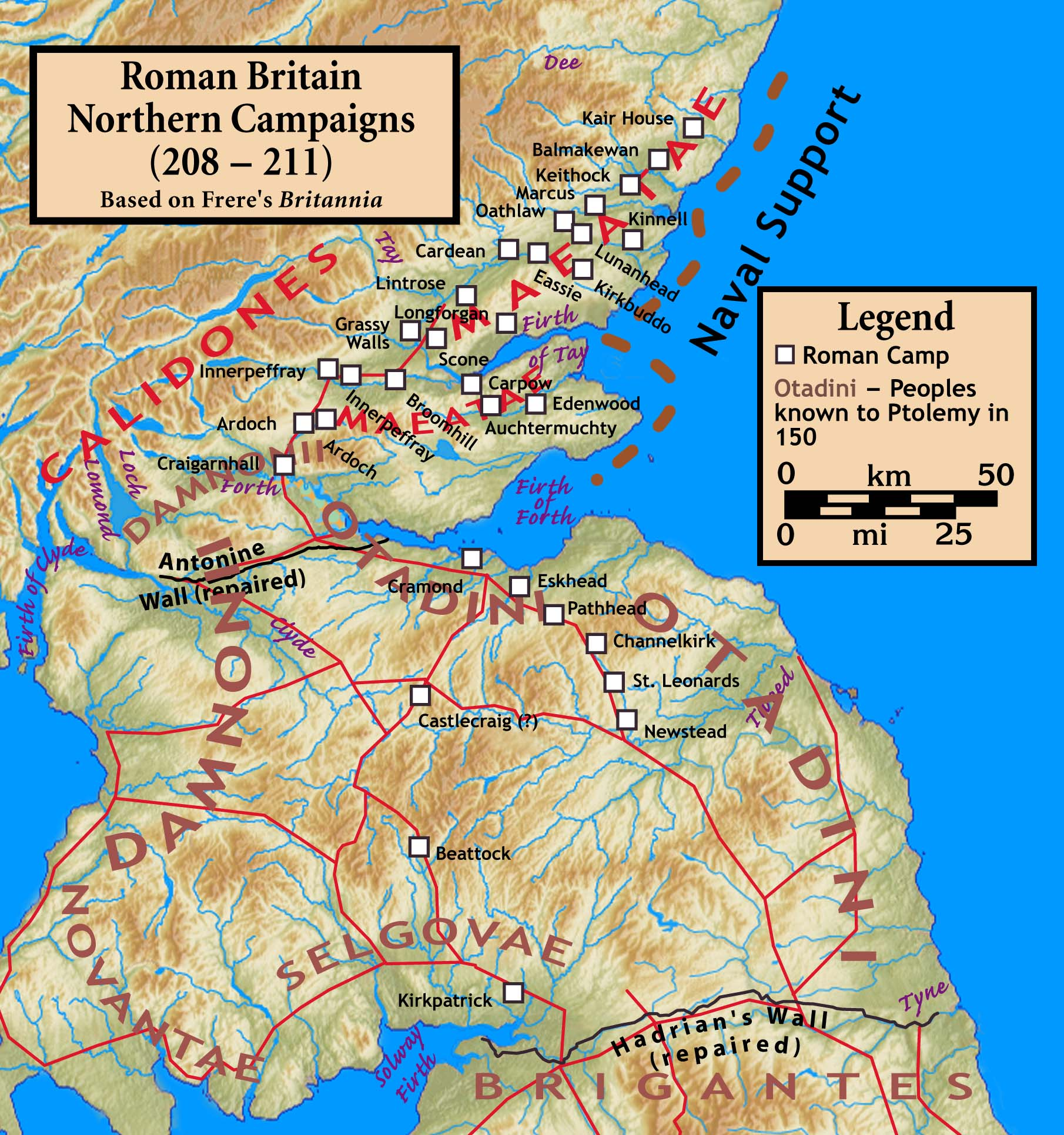
北部的戰役, 公元208–211年

在208或209年羅馬以塞維魯斯為首展開對加勒多尼亞的入侵，有大約20,000名士兵向北移動，越過哈德良長城再貫穿蘇格蘭東部，與公元84年阿古利可拉的入侵路線相似。因受到北方部落遊擊隊襲擊騷擾與及被惡劣的地形拖慢了行軍速度，塞維魯斯無法在戰場上與加勒多尼亞人相遇。皇帝的軍隊向北推進遠至泰河，但入侵似乎沒有取得什麼成果，因為羅馬與加勒多尼亞人定下了和平條約。到210年塞維魯斯已經返回約克，哈德良長城再次成為帝國邊境。他自稱為不列塔尼庫斯(意思是不列顛尼亞征服者) 但對於未有征服北部土地來說這個頭銜所象徵的意義不大，不列顛島北部顯然仍然在帝國的權威之外。另一個北方部落米阿塔人，差不多立刻再次開戰。卡拉卡拉動身出發前往討伐，但到隨後的一年他患重病的父親去世，他和他的兄弟蓋塔離開該省，返回羅馬稱帝。
作為塞維魯斯最後的決議之一，他試圖通過將該省分割為上不列顛尼亞和下不列顛尼亞來解決強大和難以駕馭的不列顛總督問題。這使潛在的叛變活動被控制了近一個世紀。過去的歷史資料為往後的數十年提供了小量資訊，行省分裂後的這一時期被稱為"長久的和平"。儘管如此，從這個時期發掘到的窖藏數量增加，都表明不列顛的局勢仍持續不穩。不列顛南部海岸建造了一連串的堡壘以抑制海盜行為：在接下來的一百年裡，堡壘的數量不斷增加，最終成為撒克遜海岸堡壘。
在3世紀中葉，羅馬帝國被蠻族入侵、叛亂和新的帝位覬覦者等危機震動了整個帝國。不列顛尼亞顯然避過了這些災難，但通貨膨脹的加劇對其做成經濟上的影響。當三世紀危機時， 上日耳曼行省與下日耳曼行省總督波斯圖穆斯在259年起兵反抗羅馬皇帝加里恩努斯自立稱帝，建立一個從羅馬帝國分裂出去稱之為高盧帝國的國家。不列顛尼亞為其疆域中的一部分直到274年奧勒良統一帝國為止。
大約在280年，一位羅馬-布立吞人混血的軍官名叫博諾蘇斯(篡位者)指揮羅馬海軍的日耳曼尼亞莱茵河艦隊， 當時日耳曼人成功將停泊的艦隊船隻燒毀。為了避免被懲罰，他宣稱自己是羅馬在日耳曼尼亞的殖民地科洛尼亞·阿格里皮娜(現今的科隆)的皇帝， 但馬上被羅馬皇帝馬庫斯·奧里利烏斯·普羅布斯擊潰。其後不久，一位沒有記載的不列顛尼亞總督也試圖發動叛變。普羅布斯派遣汪達爾人與勃艮第人聯合的非正規軍渡過英吉利海峽撲滅叛亂。
從286到296年發生的卡勞修斯的叛變導致了一個短暫的不列顛帝國誕生。卡勞修斯是位門奈比人屬比利時高盧行省的其中一個貝爾蓋部落，他是不列顛尼亞艦隊的海軍指揮官; 當得知自己被羅馬皇帝馬克西米安下令判處死刑，罪名是煽動法蘭克人和撒克遜人海盜侵吞重獲的財寶後起兵反抗。他鞏固了對整個不列顛尼亞和高盧北部一些省份的控制，而在此其間馬克西米安則忙於應付其他暴亂。288年的入侵行動未能推翻他，隨之而來的是一種緊張不安的和平時期，卡勞修斯發行印有自己頭像的硬幣並邀請羅馬官方承認其帝位。293年羅馬西部帝國的副帝君士坦提烏斯·克洛魯斯對卡勞修斯發起第二次進攻，通過海陸兩路包圍叛軍於熱索里亞庫姆港(現今的濱海布洛涅)。擊敗卡勞修斯後，君士坦提烏斯攻擊了卡勞修斯其他的高盧保有地和法蘭克人盟友，接著卡勞修斯的帝位被他的財務官阿列克圖斯篡奪，君士坦提烏斯的羅馬禁衛軍近衛總長尤利烏斯·阿斯克列庇歐多圖斯率領一支入侵艦隊在修咸頓附近登陸，並在一場陸戰中擊敗了阿列克圖斯，結束了不列顛帝國的政權。

### 戴克里先的改革

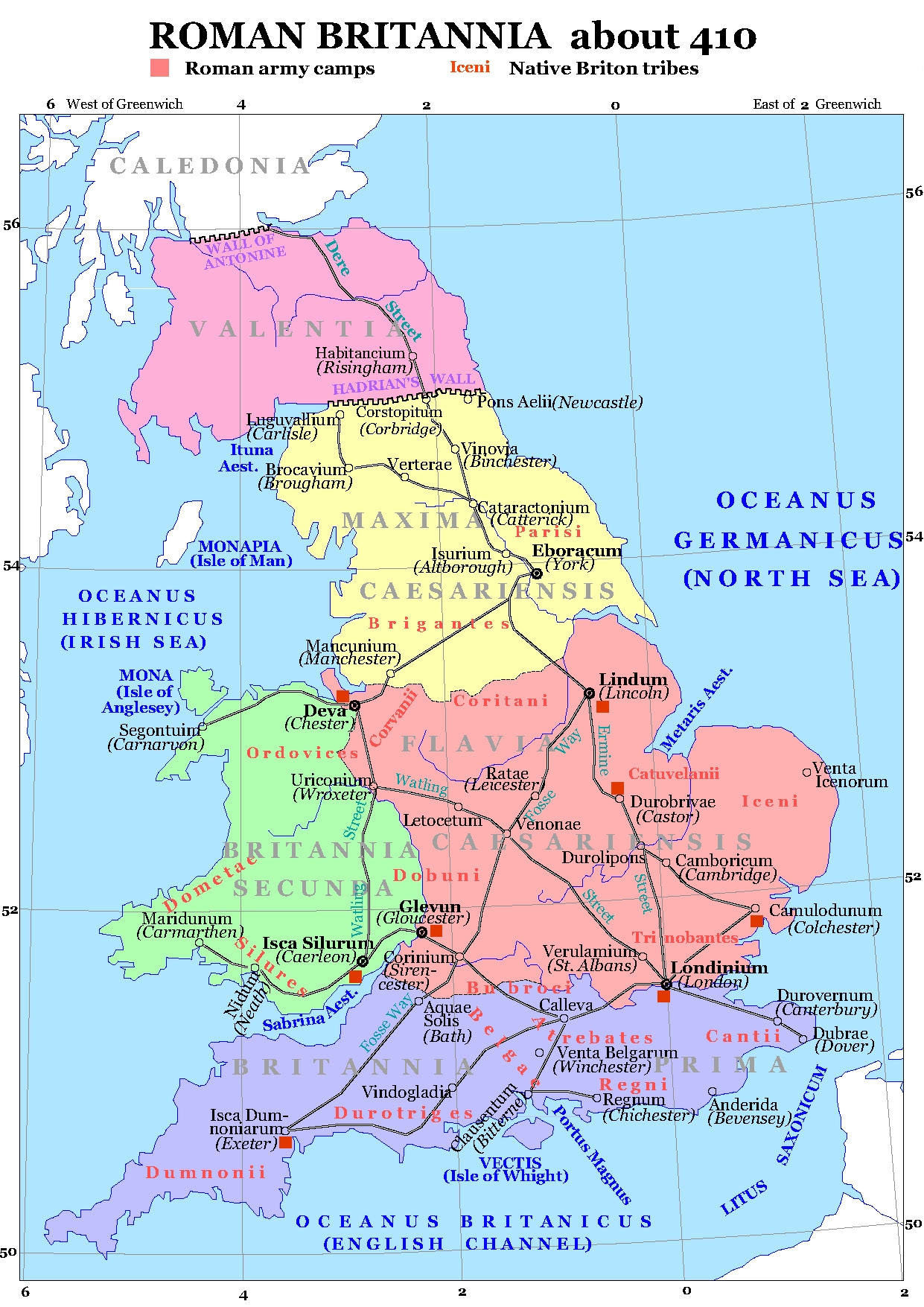
一個羅馬晚期行省位置的可能排列，瓦倫提亞行省在哈德良長城與安東尼長城之間。

另一個可能的位置排列，指出瓦倫提亞行省的其他可能位置

作為戴克里先改革的一部分，不列顛尼亞行省被整編成一個稱為管區的帝國新行政區，從屬於羅馬皇帝駐節的近衛總長(皇帝的首席助理)，從318年起首位管區最高行政長官:尤利烏斯·巴蘇斯，君士坦丁大帝的兒子君士坦斯的近衛總長以奧古斯塔·特里沃魯姆(現今的特里爾)為根據地。
在此之前近衛總長最初是軍職，是羅馬禁衛軍的司令官，而總長一職在戴克里先改革前的規範人數是兩個(不包括篡奪者)。統治管區的最高行政長官的官職大約在318年首先出現後。有4 位充當地方首長的近衛總長在331年中被列出。可以肯定的是不列顛尼亞的管區代理官(總長的助理代替行使職務)以倫蒂尼恩為根據地作為不列顛尼亞管區的首府，因為倫蒂尼恩已經有250年歷史：倫蒂尼恩和埃伯拉肯能繼續作為新管區的省會運作; 為了提高行政效率，行省領土被分割為較小的省份，行政和司法作為總督迄今的主要負責職務，到後來財務官在4世紀頭30年慢慢逐步被裁撤後，總督承擔了更多財政上的職責。
各地行省總督被剝奪了軍事指揮權(剝奪軍權的過程最終在314年完成)，指揮權移交給軍事統帥。文職和軍事職權不再由同一名官員行使，直到5世紀中葉一位軍事統帥被任命為上埃及總督是一個罕見的特例。而近衛總長代理官的任務是監督和協調總督的活動; 監測但不干涉地方財務部和皇室財產局的日常運作，代理官有自己的行政基礎設施並擔任地區武裝部隊的軍需總監。簡而言之，作為唯一擁有高級職權的文職官員，他對整個管區的行政機構的運作有一般監督權，對屬於該管區的一眾行省總督有直接控制權，雖然不是絕對的控制; 而其他兩個財政部門(地方財務部和皇室財產局)則沒有監管權。
4世紀初的維羅納職官表，4世紀晚期的塞克斯圖斯·魯富斯的著作以及5世紀早期的百官志和波爾米烏斯·西爾維烏斯的著作都列出不列顛尼亞在若干變動後的四個行省名稱: 第一不列顛尼亞行省，第二不列顛尼亞，凱撒馬克西姆和凱撒弗拉維亞; 所有這些行省似乎最初是由一位騎士階級的總督(Praeses)管理。5世紀資料來源列出不列顛第五個稱為瓦倫提亞的行省並給予其總督最高的執政官階級。
歷史學家阿米阿努斯·馬爾切利努斯也提到瓦倫提亞行省，描述了狄奧多西烏斯伯爵在369年鎮壓蘇格蘭大陰謀後創設的。阿米阿努斯認為這是對一個從前失落的行省的一次重新的創造， 這個說法導致一些人認為早期有一個第五行省以另一個名字存在（可能是神秘的"維斯帕西亞"?), 並引導其他人將瓦倫提亞行省的位置置於哈德良長城之外，在安東尼長城以南被羅馬遺棄的領土上。
在此時期羅馬重建各省和省會的詳細資料，部分依靠於教會的記錄。早期的教區模仿了帝國的等級制度，學者們使用公元314年的阿爾勒會議的主教名單來重建各行省在不列顛的實際位置。不幸的是，該名單有明顯的錯誤：不列顛尼亞代表團給予會的主教包括埃伯拉肯主教埃博拉庫姆和兩位來自倫蒂尼恩的主教。 而名單的錯誤被後世的學者作多方面的校訂：主教詹姆斯·厄谢尔提出有科洛尼亞·維克特倫西斯， 英國法學家約翰·塞爾登提出有"科洛"或"科洛尼·卡姆洛多"， 和亨利·斯佩尔曼提出"科洛尼亞·卡姆洛多亞" (所有都是來自高車士打不同的名稱);  托马斯·盖尔
與约瑟夫·宾厄姆提出"科洛尼亞·林迪"和羅伯特·亨利 提出"林杜姆"(都是現今的林肯市)，然後伍斯特主教爱德华·斯蒂林弗利特; 與弗朗西斯·撒克里因為一個印刷錯誤把原本稱為伊斯卡·奥古斯塔的一個羅馬軍團堡壘和定居點或羅馬村莊讀作科洛·倫蒂(現今威爾斯的卡利恩)。 根據維羅納職官表的一些手稿中，陪同主教的神父和執事被歸入來自第四行省。
在12世紀，威爾斯的傑拉德描述了早期的不列顛教會的行省首都教區主教想必是由傳說的威爾斯的聖人費根和德鲁维安設立的。他把在威爾斯和英格蘭西部的第一不列顛尼亞行省都主教，置於其首都"軍團之城(伊斯卡·奥古斯塔)"(現今的卡利恩);  肯特和英格蘭南部的第二不列顛尼亞在"杜羅伯尼亞" (現今的坎特伯里); 麥西亞和英格蘭中部的凱撒弗拉維亞在"倫蒂尼亞" (現今的倫敦市); 英格蘭北部的凱撒馬克西姆在"埃伯拉肯"(現今的約克); 與及瓦倫提亞在"阿爾巴的聖安德魯斯"。現代學者通常對最後一位都主教的設置有所爭論：瓦倫提亞在哈德良長城或長城之外的某一個地方，但聖安德魯斯的位置甚至越過了安東尼長城外，威爾斯的傑拉德似乎只是出於政治原因去維護其教會的古代制度。
一個近代共通對不列顛尼亞各行省的分佈位置的重建，將凱撒馬克西姆行省有執政官階級的置於倫蒂尼恩，管區代理官基於此狀況亦應該是位於此地：根據威爾斯的傑拉德的傳統解釋，第一不列顛尼亞行省位於不列顛西部，但根據在多布尼人的賽倫尼姆·多布尼姆(現今的賽倫賽斯特)那裡找到的一件文物提及到該省總督盧基烏斯·塞普提米烏斯的名字，因此首都應當移至該地; 凱撒弗拉維亞位於凱撒馬克西姆的北部，其首都位於林杜姆(林肯市)，與阿爾勒會議主教名單的一個修改吻合;  第二不列顛尼亞與其首都位於北部的埃伯拉肯"(現今的約克)。瓦倫提亞行省被置於好幾個可能的地點，有威爾斯以北的羅馬要塞與城鎮德瓦, 現今的車士打附近; 哈德良長城旁的盧古斯之地, 現今的卡萊爾附近; 與及哈德良長城和安東尼長城沿羅馬道路德里街之間。

### 四世紀
君士坦提烏斯·克洛魯斯於306年返回不列顛尼亞，儘管他身體狀況不佳，但仍意圖揮軍入侵不列顛北部，前幾年亦重建了各行省的防禦設施。有關他的征戰，由於缺乏足夠的考古證據因而所知甚少，但零碎的歷史資料顯示他到達了不列顛的最北邊，在初夏贏得了一場重大戰役，然後返回南方。君士坦提烏斯一世於306年7月25日在約克去世，其子君士坦丁陪伴在側。君士坦丁大帝隨後成功地利用不列顛作為他邁向帝位的起點，這與早期的不列顛篡位者阿爾比努斯不同。
本世紀中葉，不列顛尼亞行省效忠於篡位者馬格嫩提烏斯，350年他在君士坦斯一世被暗殺後繼位。在353年統治東部帝國的君士坦提烏斯二世在蒙斯·塞琉古戰役中擊敗馬格嫩提烏斯平定了叛亂，並在他死後，派遣皇帝的首席私人秘書保盧斯·卡泰納前往不列顛追捕馬格嫩提烏斯的支持者。但追查餘黨的任務惡化成為獵巫行動，迫使不列顛尼亞管區代理官弗拉維烏斯·馬丁努斯介入調查。當保盧斯以叛國罪的指控來反擊馬丁努斯的介入時，在絕望中的代理官用劍攻擊了保盧斯企圖刺殺他，但他最終失敗而自殺身亡。
隨著4世紀的進展，越來越多對不列顛島的侵襲來自於歐洲東部的撒克遜人和西部的斯科特人(愛爾蘭遷徙來的蓋爾人)。一連串防衛海岸區域的堡壘大約從280年開始已經建成，但當撒克遜人，斯科特人和阿塔科蒂人發動全面的襲擊時，這些準備還是不足夠的，加上與哈德良長城的駐軍有明顯的防衛意見分歧，迫使不列顛尼亞在367年屈服於外族的武力威脅下。這場危機，有時被稱為蠻族陰謀或蘇格蘭大陰謀，最後由狄奧多西烏斯伯爵在369年通過一系列軍事行動和民事改革解決。
另一位篡位者馬格努斯·馬格西穆斯於383年高舉旗幟在北威爾斯的塞貢提烏姆(現今的卡納芬)起兵發動叛亂，並渡海越過英吉利海峽。馬格西穆斯控制著西部帝國的大部分地區，並在384年與皮克特人和斯科特人的戰役中贏取成功。他在歐洲大陸所獲得的功績需要來自不列顛駐軍的支援，車士打和其他地方的堡壘似乎在這時期被棄守，觸發愛爾蘭人在北威爾斯發動襲擊，並在當地定居。他的統治在388年結束，但並不是所有的不列顛駐軍都回來：帝國的軍事資源被利用於萊茵河和多瑙河沿岸被過度延伸的防線上。大約在396年越來越多蠻族人進入不列顛。西羅馬帝國執政官斯提里科率軍領導了一次成功的征伐。不列顛尼亞似乎在399年恢復和平，而且駐軍很可能沒有被下令有進一步的行動; 由401年開始更多的羅馬軍團被撤出不列顛 ，以支援對亞拉里克一世的戰爭。

### 羅馬統治的終結

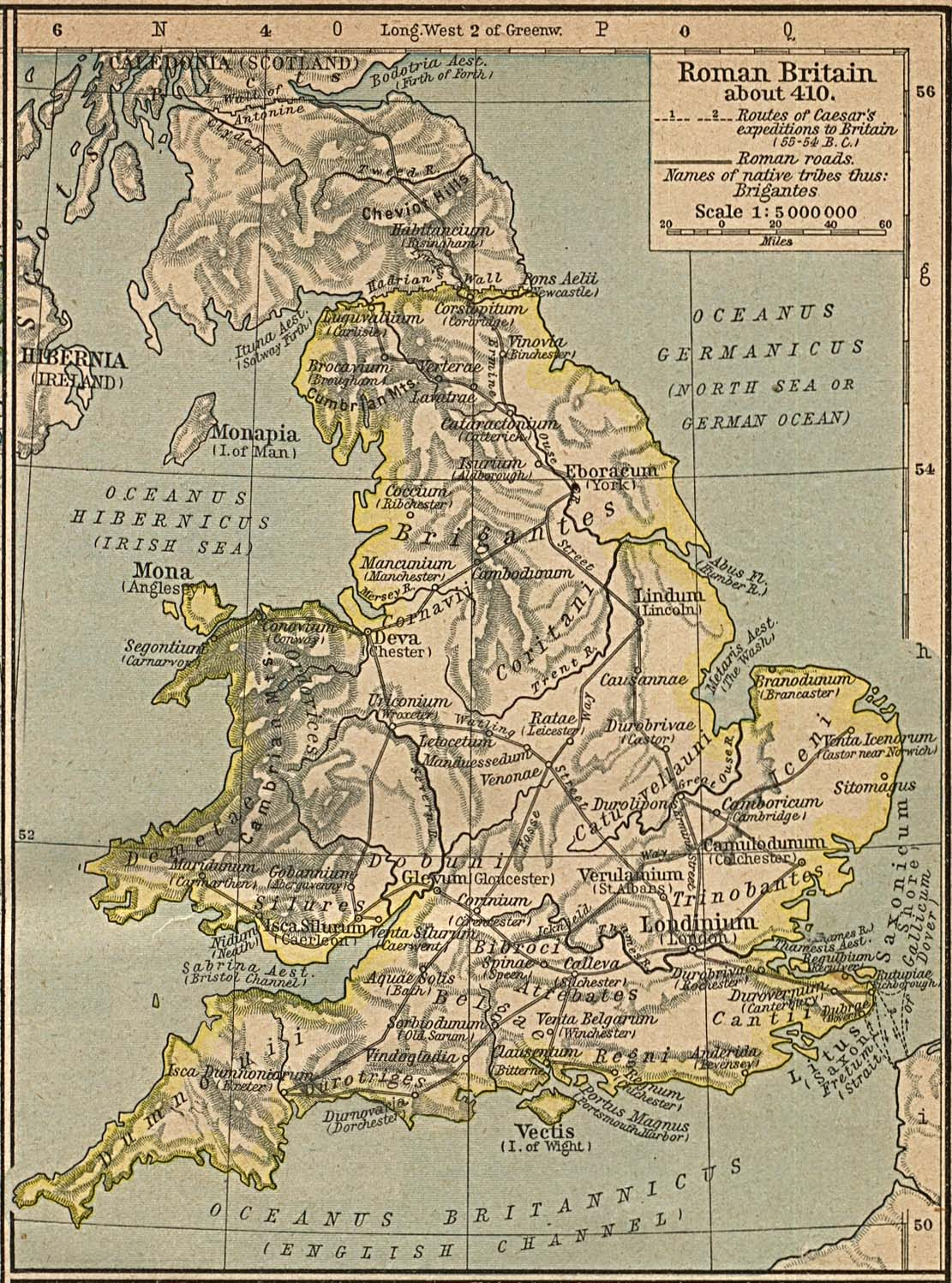
公元410年的不列顛尼亞

歷史學家的傳統觀點認為羅馬在5世紀初正處於廣泛的經濟衰退，這個觀點都是由米哈伊爾·羅斯托夫采夫的著作中所瞭解到的。但一致的考古證據正訴說著另一個故事，人們接受的觀點亦正在重新評估中。學者一致同意當時的一些城市面貌：城市裏的房屋更華麗但數目變得更少，除了防禦設施工事，新的公共建築停止建造，一些現存的建築被廢棄，而且在一個稱為"暗土"的考古地平線的沉積物亦指出當時城市裏附近範圍的園林數目增加。 3世紀晚期在西爾切斯特原本用作為教堂，法庭或者大商場的豪華建築巴西利卡轉變為工業用途，這種轉變毫無疑問是官方默許的，這亦是標誌著早期階段羅馬對不列顛的去城市化。 據信一些現存的羅馬建築遺址被廢棄的時間，比之前認為的時期要晚。許多建築物改變了用途，但沒有被拆毀。蠻族的襲擊越來越多，但這些襲擊都集中在脆弱的農村部落區，而不是城鎮。這個時期的一些豪華別墅，如拉特蘭的大卡斯特頓和告羅士打郡的赫克萊科特都鋪上了新的馬賽克地板，表示經濟衰退問題的影響可能是有限和零碎的。許多人在5世紀羅馬放棄不列顛之前經歷了一些衰退; 但聖派翠克的故事表明羅馬別墅仍然被佔用，至少直到430年為止。而特別例外的是維魯拉米恩和賽倫賽斯特在此時期仍有新建築在施工。一些城市中心，如坎特伯里、羅克斯特、溫徹斯特和告羅士打在5世紀和6世紀仍然活躍，周圍仍環繞著大型農莊。
到4世紀最後的25年，城市裏的生活普遍變得不那麼緊張，在378至388年間鑄造的硬幣數量非常稀少，這都表明了該時期結合了以下等問題，包括經濟下滑、羅馬軍團人數減少、支付士兵和官員報酬問題或馬格努斯·馬格西穆斯在383-387年篡位期間的不穩定狀況。硬幣的流通量在390年代有所增加，但從未達到先前數十年的水平。銅幣在402年後變得非常罕見，然而從埋藏在窖藏中的銀幣和金幣數量瞭解到，即使人們沒有花掉，硬幣仍然被保存在該省。到407年很少有新的羅馬硬幣在市面流通，到430年硬幣可能已經被放棄作為交易方法。大致在同一時期結束大量生產拉坯陶器製品; 富裕的人繼續使用金屬和玻璃器皿，而窮人製做低級的"灰沈器皿"或使用皮革或木製器皿。

### 後羅馬不列顛時代
接近4世紀末不列顛受到蠻族襲擊的壓力越來越大，島上沒有足夠的軍隊來發動有效的防禦。羅馬軍團推舉了兩個令人失望的篡位者之後，選擇擁護了一名士兵君士坦丁三世成為西羅馬帝國的皇帝。他渡海越過高盧，但被實際的西羅馬帝國皇帝霍諾留擊敗; 目前還不清楚有多少軍團士兵留下或曾經返回不列顛，或者是否曾經被不列顛尼亞總司令官重新任命部署島上。408年撒克遜人的入侵顯然被羅馬化的布立吞人所擊退，拜占庭帝國時期的歷史學家佐西姆斯記載了當地人在409年驅逐了羅馬文官政府機構。佐西姆斯可能指的是居於阿摩里卡的布列塔尼人所發起的巴考迪叛亂，因為他描述了起義餘波之後，所有阿摩里卡和高盧其他地區如何仿效不列顛人。410年西羅馬皇帝霍諾留的一封書信傳統上被視為拒絕不列顛尼亞的求助，但它可能是寫給布魯提烏姆或博洛尼亞的。。隨著羅馬帝國軍政階層的離去，行政和司法職權下放到各市政當局，地方軍閥逐漸在不列顛各地出現，社會上仍然沿用羅馬化-不列顛的觀念和習俗。歷史學作家斯图尔特·莱科克研究了這一過程，並突顯出不列顛部落從前羅馬和羅馬時期到後羅馬各王國時期的連續性要素。
在不列顛的傳統中，異教徒撒克遜人受地方軍閥沃蒂根的邀請來到不列顛島，協助打擊皮克特人和愛爾蘭人的侵擾。(日耳曼人遷移入不列顛尼亞可能在更早前已經開始發生。有證據記錄，例如日耳曼輔助部隊在1世紀和2世紀支援不列顛的羅馬軍團。新出現的叛亂者，使地區陷入一系列戰爭，最終導致600年撒克遜人佔領了不列顛低地，開始建立盎格魯-撒克遜諸王國的統治時代。大約在這個時間，許多布立吞人逃到布列塔尼半島， 布立吞尼亞(加利西亞)和愛爾蘭島，後羅馬時期一個有重大影響的日子是446年的布立吞人的呻吟，西羅馬帝國的軍事統帥埃提烏斯沒有回應布立吞人/不列顛人的哀求，派兵援助對抗撒克遜人入侵。另一事件是577年的迪拉姆戰役， 巴斯、賽倫賽斯特和告羅士打等重要城市淪陷，撒克遜人到達不列顛西部海域。
歷史學家普遍反對該時期的亞瑟王歷史，根據中世紀晚期傳說，他應該是抵禦盎格魯-撒克遜人征服的不列顛人領袖。

## 引用
1. ↑  George Patrick Welsh. . 1963: 27–31.
2. ↑  Julius Caesar, , IV 20–36 （拉丁语）
3. ↑  Julius Caesar, , V 8–23 （拉丁语）
4. ↑  Cassius Dio,  [Roman History], 49.38,53.22, 53.25 （拉丁语）
5. ↑  Keith Branigan. . Sutton Publishing. 1985. ISBN 978-0-86299-255-2.
6. ↑  John Creighton. . Cambridge University Press. 2000  [2021-07-11]. ISBN 978-1-139-43172-9. （原始内容存档于2021-07-11）.
7. ↑  Cassius Dio, , 59.25 （拉丁语）
8. ↑  Cassius Dio, , 60.19–22 （拉丁语）
9. ↑  Tacitus, , 14.32
10. ↑  Tacitus, , 14.34
11. ↑  Graham Webster.  New ed of 3rd revised. University of Oklahoma Press. 1998: 66  [2021-07-11]. ISBN 978-0-8061-3000-2. （原始内容存档于2021-07-11）.
12. ↑  John Manley (archaeologist)（英语：John Manley (archaeologist)）. . The History Press. 2002. ISBN 978-0-7524-1959-6.
13. ↑  Tacitus, , 12:31–38
14. ↑  Tacitus, , 14.17
15. ↑  Tacitus, , 14.29–39
16. ↑  Cassius Dio, , 62.1–12 （拉丁语）
17. ↑  Suetonius, , 18
18. ↑  Tacitus, , 16–17 （拉丁语）
19. ↑  Tacitus, , 1.60, 3.45
20. ↑  Tacitus, , 18.38 （拉丁语）
21. ↑  Anonymous, , VIII.10
22. ↑  維克多 (古羅馬).  [Book of Caesars]. . 39 （拉丁语）.
23. ↑  歐特羅皮烏斯.  [Abridgement of Roman History]. . 21–22 （拉丁语）.
24. ↑  保盧斯·奧羅修斯,  [Seven Books of History Against the Pagans], 7.25 （拉丁语）
25. ↑  維羅納職官表名單實際上包括一個備忘錄，即不列顛尼亞管區有六個行省，但然後只列出四個。塞克斯圖斯·魯富斯列出六個行省，包括非常令人懷疑的"奧克尼行省"。有一些學者爭論，最初的改革只建立了三個行省：第一不列顛尼亞，第二不列顛尼亞與凱撒不列顛尼亞，後來被細分為弗拉維亞和馬克西姆。
26. ↑  阿米阿努斯·馬爾切利努斯. Rerum gestarum Libri XXXI [31 Books of Deeds]. a. 391 AD. （拉丁語） Translated by Charles Duke Yonge（英语：Charles Duke Yonge）. Roman History, Vol. XXVIII, Ch. III. Bohn (London), 1862. Hosted at Wikisource.
27. ↑  Labbé, Philippe（英语：Labbé, Philippe） & Gabriel Cossart（英语：Gabriel Cossart） (eds.) Sacrosancta Concilia ad Regiam Editionem Exacta: quae Nunc Quarta Parte Prodit Actior [The Sancrosanct Councils Exacted for the Royal Edition: which the Editors Now Produce in Four Parts], Vol. I: "Ab Initiis Æræ Christianæ ad Annum CCCXXIV" ["From the Beginning of the Christian Era to the Year 324"], col. 1429. （页面存档备份，存于） The Typographical Society for Ecclesiastical Books (Paris), 1671.
28. 1 2  Thackery, Francis. Researches into the Ecclesiastical and Political State of Ancient Britain under the Roman Emperors: with Observations upon the Principal Events and Characters Connected with the Christian Religion, during the First Five Centuries, pp. 272 ff. （页面存档备份，存于） T. Cadell (London), 1843.
29. ↑  "Nomina Episcoporum, cum Clericis Suis, Quinam, et ex Quibus Provinciis, ad Arelatensem Synodum Convenerint" ["The Names of the Bishops with Their Clerics who Came Together at the Synod of Arles and from which Province They Came"] from the Consilia[27] in Francis Thackery（英语：Francis Thackery）[28] （拉丁語）
30. ↑  Usserius, Jacobus [詹姆斯·厄谢尔]. Britannicarum Ecclesiarum Antiquitates, Quibus Inserta Est Pestiferæ adversus Dei Gratiam a Pelagio Britanno in Ecclesiam Inductæ Hæreseos Historia [Antiquities of the Britannic Churches, into Which Is Inserted a History of the Pestilent Heretics Introduced against the Grace of God by Pelagius the Briton into the Church], Vol. I., Ch. VIII, (Dublin), 1639. Reprinted as The Whole Works of the Most Rev. James Ussher, D. D. Lord Archbishop of Armagh, and Primate of All Ireland, Vol. V, Ch. VIII, p. 236. Hodges, Smith, & Co. (Dublin), 1864. （拉丁語）
31. ↑  Eutychius Ægyptius [Eutychius the Egyptian]. Edited, translated, & with commentary by Ioannes Seldenus [John Selden]. Ecclesiæ suæ Origines [Origins of His Church], p. 118. （页面存档备份，存于） R. & T. Whitaker for Richard Bishop (London), 1642. （拉丁語）
32. ↑  Henricus Spelman [Henry Spelman（英语：Henry Spelman）] Concilia, Decreta, Leges, Constitutiones, in Re Ecclesiarum Orbis Britannici. Viz. Pambritannica, Pananglica, Scotica, Hibernica, Cambrica, Mannica, Provincialia, Dioecesana. Ab initio Christianæ ibidem Religionis, ad nostram usque ætatem [Councils, Decrees, Laws, Constitutions, Regarding the Churches of the Britannic Sphere. To wit, Great Britain, England, Scotland, Ireland, Wales, Man, Provincial, Diocesan. From the start of the Christian Religion there to our very age], Vol. I, Index, p. 639. （页面存档备份，存于） Richard Badger (London), 1639. （拉丁語）
33. ↑  Usserius, Vol. I, Ch. V, reprinted as Ussher, Vol. V, p. 82. （拉丁語）
34. ↑  Although Ussher refers the reader to his earlier discussion of the 28 Cities of Britain（英语：28 Cities of Britain）, which notes that "Cair Colun" may refer to either Colchester in Essex or to a settlement in 梅里奧尼斯郡.
[33]
35. ↑  Gale, Thomæ [Thomas Gale]. Antonini Iter Britanniarum [Antoninus's Route of the Britains], "Iter V. A Londinio Lugvvallium Ad Vallum" [Route 5: From Londinium to Luguvalium at the Wall], p. 96. Published posthumously & edited by R. Gale. M. Atkins (London), 1709. （拉丁語）
36. ↑  Bingham, Joseph（英语：Bingham, Joseph）. Origines Ecclesiasticæ: The Antiquities of the Christian Church. With Two Sermons and Two Letters on the Nature and Necessity of Absolution. Reprinted from the Original Edition, {{{2}}} With an Enlarged Analytical Index. Vol. I, Book IX, Ch. VI, §20: "Of the British church in England and Wales", p. 396. Henry G. Bohn (London), 1856.
37. ↑  Henry, Robert. The History of Great Britain, from the First Invasion of It by the Romans under Julius Cæsar. Written on a New Plan, 2nd ed., Vol. I, Ch. 2, s2, p. 143. 1st ed. published by T. Cadell (London), 1771. Reprinted by P. Byrne & J. Jones (Dublin), 1789.
38. ↑  Stillingfleet, Edward（英语：Stillingfleet, Edward）. Origines Britannicæ: or, the Antiquities of the British Churches with a Preface, concerning Some Pretended Antiquities Relating to Britain, in Vindication of the Bishop of St. Asaph, New Ed., pp. 77 ff. （页面存档备份，存于） Wm. Straker (London), 1840.
39. ↑  Giraldus Cambriensis 威尔士的杰拉德. De Inuectionibus [On Invectives], Vol. II, Ch. I, in Y Cymmrodor: The Magazine of the Honourable Society of Cymmrodorion, Vol. XXX, pp. 130–1. George Simpson & Co. (Devizes), 1920. （拉丁語）
40. ↑  威尔士的杰拉德. Translated by W.S. Davies as The Book of Invectives of Giraldus Cambrensis in Y Cymmrodor: The Magazine of the Honourable Society of Cymmrodorion, Vol. XXX, p. 16. George Simpson & Co. (Devizes), 1920.
41. ↑  Beda Venerabilis [The Venerable Bede]. Historia Ecclesiastica Gentis Anglorum [The Ecclesiastical History of the English People], Vol. II, Ch. XVI. 731. Hosted at Latin Wikisource. （拉丁語）
42. ↑  Bede. Translated by Lionel Cecil Jane（英语：Lionel Cecil Jane） as The Ecclesiastical History of the English Nation, Vol. 2, Ch. 16. J.M. Dent & Co. (London), 1903. Hosted at Wikisource.
43. ↑  Bede also references a  or , which was a later Saxon territory at the time of the Gregorian mission.[41][42]
44. 1 2  Morris（1998年），第56-62页
45. ↑  Jones（1998年），第164-168页
46. ↑  Jones（1998年），第246页
47. ↑  Archaeological evidence of late 4th-century urban collapse is analysed by Simon Esmonde Cleary. . 2000.; the "de-romanisation" of Britain is the subject of several accounts by Richard Reece, including "Town and country: the end of Roman Britain", World Archaeology 12 (1980:77–92) and "The end of the city in Roman Britain", in J. Rich (ed.), The City in Antiquity (1992:136-44); Simon T. Loseby. . Gisela Ripoll; Josep M. Gurt  (编). . Barcelona. 2000. 326f  [2021-07-11]. （原始内容存档于2012-01-25） （拉丁语）. makes a strong case for discontinuity of urban life.
48. ↑  Michael Fulford. . Antiquaries. 1985, 65: 39–81., noted in Loseby (2000)
49. ↑  Sam Moorhead; David Stuttard. . London: Thames & Hudson. 2012: 238. ISBN 978-0-500-25189-8.
50. ↑  Gildas.The Ruin of Britain. What Gildas had to say about the letter to Aëtius..   [2013-11-23]. 原始内容存档于2013-12-02.
51. ↑  Dark（2000年），第29页
52. ↑  Esmonde Cleary. The Ending of Roman Britain. pp.137 - 138. The author suggests that the 'Rescript of Honorius' may have been for a place in southern Italy rather than Britain and that the chronology is wrong
53. ↑  Stuart Laycock. . The History Press. 2008. ISBN 978-0-7524-4614-1.
54. ↑  Myres（1989年），第14页
55. 1 2  Morris（1998年），第75页
56. ↑  Higham, Nicholas J. . New Haven, Connecticut: Yale University Press. 2018. ISBN 978-0-300-21092-7.